# Sidi Ouriache
Sidi Ouriache (în arabă سيدي وريلش) este o comună din provincia Aïn Témouchent, Algeria.
Populația comunei este de 6.082 de locuitori (2010).